# Lynchia hirsuta
Lynchia hirsuta är en tvåvingeart som beskrevs av Ferris 1927. Lynchia hirsuta ingår i släktet Lynchia och familjen lusflugor. Inga underarter finns listade i Catalogue of Life.